# Mitsui Takatoshi
Mitsui Takatoshi est un nom japonais traditionnel ; le nom de famille (ou le nom d'école), Mitsui, précède donc le prénom (ou le nom d'artiste).
Mitsui Takatoshi (三井 高利), né en 1622 et décédé le 29 mai 1694, est le fondateur du conglomérat Mitsui. Deuxième fils de Mitsui Sokubei, épicier et prêteur sur gages de Matsusaka (松阪市) dans l'actuelle préfecture de Mie, il montre un remarquable et précoce talent pour les affaires et s'installe à Edo à l'âge de 14 ans, où il est plus tard rejoint par ses frères Toshigutsu et Shigetoshi. Il réussit rapidement à multiplier son capital en développant un commerce de détail de textiles après l'ouverture d'un magasin de vêtements, un gofukuya (呉服屋). Une dispute avec ses frères jaloux l'oblige à revenir à Matsusaka à l'âge de 28 ans où il reste pendant deux décennies et ne retourne à Edo qu'après le décès de son frère ainé Toshigutsu en 1673. Il établit ensuite un gofukuya dans Nihonbashi (日本橋) l'année suivante qui devient plus tard la principale société de la célèbre chaîne Mitsukoshi de commerces de détail. Il commence ensuite un échange d'argent avec un nouveau système de prêts inter-villes et il meurt à l'âge de 73 ans.

## Source de la traduction
- (en) Cet article est partiellement ou en totalité issu de l’article de Wikipédia en anglais intitulé « Mitsui Takatoshi » (voir la liste des auteurs).